# Эннан Атлетик
«Э́ннан Атле́тик» (англ. Annan Athletic) — профессиональный шотландский футбольный клуб из города Эннан. Выступает в шотландской Второй лиге и является членом Шотландской профессиональной футбольной лиги. Домашние матчи проводит на стадионе «Галабенк», который вмещает 2514 зрителей.

## Краткие сведения
Футбольный клуб «Эннан Атлетик» был образован в 1942 году и до 2008 года выступал на региональном уровне. В 2000 году клуб впервые подал заявку на вступление в Шотландскую футбольную лигу (ШФЛ), но проиграл конкуренцию «Питерхеду» и «Элгин Сити». После расформирования футбольного клуба «Гретна» чёрно-золотые вместе с четырьмя другими клубами попытались занять вакантное место в Третьем дивизионе ШФЛ.
На этот раз «Эннан Атлетик» был принят в лигу. Главной причиной принятия в ШФЛ стала финансовая надежность клуба.
Первый матч на профессиональном уровне закончился победой 4-1 над «Коуденбитом». Сезон 2008-09 команда закончила на 7-м месте, следующий — на 8-м, дойдя при этом до полуфинала Кубка вызова. В сезоне 2010-11 «Эннан Атлетик» с трудностями из плей-офф пробились во Второй дивизион шотландской футбольной лиги. В сезоне 2011-12 команда заняла 6-е место и уже второй раз пробилась в полуфинал Кубка вызова. В течение сезона 2012-13 «Эннан Атлетик» сначала сохранили ничью 0-0 в матче против «Рейнджерс» 15 сентября 2012, а во второй половине сезона 9 марта праздновали победу над глазвегианцами 2-1 на «Айброкс».